# Кашка-Баш
Кашка-Баш (кирг. Кашка-Баш) — село в Сокулукском районе Чуйской области Кыргызстана. Входит в состав Орокского аильного округа. Код СОАТЕ — 41708 222 856 04 0.

## География
Село расположено в центральной части области, к югу от Большого Чуйского канала, юго-западнее Бишкека. Абсолютная высота — 1020 метров над уровнем моря.

## Население
| год     | 2009 | 2014 | 2015 |
| ------- | ---- | ---- | ---- |
| человек | 535  | 547  | 576  |